# Emrah Metoğlu
Emrah Metoğlu (* 5. Juni 1989 in Rize) ist ein türkischer Fußballspieler.

## Karriere
Metoğlu begann mit dem Vereinsfußball in der Jugend von Salarha SK und durchlief anschließend die Nachwuchsabteilungen von Çaykur Rizespor, Rize Belediyespor und Çaykurspor. Nachdem er bei den vorherigen Vereinen keinen Profivertrag angeboten bekommen hatte, wechselte er 2009 als Profispieler zu Ofspor. Von diesem Verein wurde er an den Viertligisten Arsinspor ausgeliehen und spielte hier die nachfolgenden zwei Spielzeiten lang. Nachdem im Sommer 2011 sein Vertrag mit Ofspor ausgelaufen war, verließ er diesen Klub Richtung Viertligist Diyarbakır Kayapınar Belediyespor. Bei diesem Verein erzielte er bis zum Saisonende 14 Tore und war damit der erfolgreichste Torjäger seines Teams. Da Kayapınar Belediyespor aber den Klassenerhalt verfehlt hatte, wechselte Metoğlu zur neuen Saison zum Stadtrivalen Diyarbakır Büyükşehir Belediyespor. Bei diesem Verein erreichte er bis zum Saisonende 19 Ligatore und wurde damit Dritter der Torschützenliste der TFF 3. Lig. Mit seinem Team wurde er zudem Meister der Liga und stieg damit in die TFF 2. Lig auf.
Nachdem er bei Diyarbakır BB seine bis dato beste Saison erlebte, interessierten sich mehrere Vereine der oberen Ligen für Metoğlu. Schließlich wechselte er im Sommer 2013 zum Zweitligisten Boluspor. Bereits nach einer Spielzeit wechselte er innerhalb der TFF 1. Lig zu Osmanlıspor FK. 
Nach einer halben Saison heuerte er beim Drittligisten Göztepe Izmir an. Von diesem Verein wurde er für die Rückrunde der Saison 2015/16 an Pendikspor ausgeliehen.

## Erfolge
Mit Diyarbakır Büyükşehir Belediyespor
- Meister der TFF 3. Lig und Aufstieg in die TFF 2. Lig: 2012/13

Mit Göztepe Izmir
- Meister der TFF 2. Lig und Aufstieg in die TFF 1. Lig: 2014/15